# قريظة (البيضاء)

تعديل مصدري - تعديل

قريظة هي إحدى قرى عزلة ال هصيص بمديرية البيضاء التابعة لمحافظة البيضاء، بلغ تعداد سكانها 294 نسمة حسب تعداد اليمن لعام 2004.